# Koding
Koding (раніше називався «Kodingen») — онлайнове середовище розробки програмного забезпечення, належить воно компанії Koding, Inc. Проект дозволяє розробникам програм працювати разом у браузері без необхідності інсталювати жодних додаткових наборів програм. Підтримує багато мов програмування, в тому числі C, C++, Go, Java, Node.js, Perl, PHP, Python та Ruby.

## Історія
Kodingen запущено 2009 року, це був попередник Koding, але вже тоді він включав більшість із функцій, які має Koding сьогодні. За деякий час розробку продукту було закрито і згодом поновлено під назвою Koding.
Перша версія Koding запущена 16 січня 2012-го як приватний бета-реліз, публічний бета-реліз анонсовано 24 липня 2012-го. Фінальну бета-версію запущено 7 серпня 2013-го. Koding отримав 2 млн $ від RTP Ventures та Greycroft Partners в рамках підтримки розробки.

## Платформа
Платформа Koding включає стрічку оновлень, де користувачі можуть анонсувати оновленя коду або обговорень, редактор коду Ace, емулятор терміналу Linux для тестування програм розробниками, та каталог програм. Користувачі можуть розміщувати свої програми на сервері Koding на піддоменах. Також тут є власний фреймворк для програм в IDE, що працює на CoffeeScript.